# Никольский, Михаил Васильевич (офтальмолог)
Михаил Васильевич Никольский (1 (13) февраля 1827—19 (31) декабря 1880) — русский медик; профессор Казанского университета.

## Биография
Родился 1 (13) февраля 1827 года в Свияжске в семье дьякона Софиевской церкви.
С 1842 года учился в Казанской духовной семинарии, не окончив которую в 1845 году поступил в Императорский Казанский университет. Сначала учился естественным наукам, в 1847 году перешёл на медицинский факультет. В 1851 году окончил университет со званием лекаря и с 12 декабря 1851 по 30 сентября 1858 года состоял ассистентом университетской хирургической клиники; 1 мая 1858 года получил степень доктора медицины за диссертацию «De lithotripsia».
Был избран 25 февраля 1861 года и утверждён 14 апреля — адъюнктом оперативной хирургии. С 29 июля 1864 года находился в годичной заграничной командировке и по возвращении, 10 сентября 1865 года был избран (утверждён 15 декабря) экстраординарным профессором по кафедре офталмиатрии; с 10 апреля 1869 года — ординарный профессор.
В связи с избранием в доценты офтальмологии Адамюка, Никольский был перемещён 3 марта 1870 года на кафедру госпитальной хирургической клиники.
Был произведён в действительные статские советники 28 декабря 1873 года.
В 1878 году был избран 30 мая деканом медицинского факультета, но уже в сентябре того же года был уволен от должности «по прошению». Был также врачом в Родионовском институте благородных девиц и почётным мировым судьёй Казанско-Царевококшайского округа. Был награждён орденами: Св. Станислава 2-й ст. с императорской короной (1868), Св. Анны 2-й ст. (1871), Св. Владимира 3-й ст. (1878).
Умер 19 (31) декабря 1880 года в Казани.